# Prodrom
Prodrom (även prodromalstadium) är en period under inkubationstiden då ospecifika sjukdomssymtom kan manifesteras. Inkubationstiden kan vara asymtomatisk (utan symtom) och saknar då prodrom. Om det gäller en virusinfektion orsakas prodromsymtomen framför allt av vävnadsskada i den vävnad viruset replikerar (förökar) sig. Exempel är klåda i halsen och låg feber, som en prodrom till förkylning, eller syn- eller hörselbortfall, som en prodrom till epilepsi. Personen som har en prodrom kan säga "Jag tror jag håller på att bli sjuk", och menar då att denne känner igen prodromen från tidigare insjuknande.

## Vid neurologiska tillstånd

### Neurodegenerativa sjukdomar
Ett flertal neurodegenerativa sjukdomar har en prodromal fas. Beteendeförändringar, förändrigar i  personlighet och språk kan upptäckas tidigt vid Alzheimers sjukdom. Vid demens med Lewy-kroppar finns det ett flertal tidiga tecken och symtom som kan uppträda 15 år eller mer innan demensdiagnos. De tidigaste symtomen är förstoppning och yrsel från autonom dysfunktion, hyposmi (nedsatt luktförmåga), visuella hallucinationer samt sömnbeteendestörning för snabba ögonrörelser (RBD). RBD kan uppträda år eller årtionden före andra symtom. Vid Parkinsons sjukdom är RBD, hyposmi och förstoppning exempel på vanliga symptom i den prodromala fasen av sjukdomen. Även multipel skleros kan ha en prodromal fas. 